# Zeta Cancri
Zeta Cancri (ζ Cnc / ζ Cancri) är ett stjärnsystem i stjärnbilden Kräftan som består av minst fyra stjärnor. Den har det traditionella namnet Tegmine (Tegmen) "skalet (på krabban)". Stjärnsystemet ligger ungefär 83,4 ljusår från Jorden, och har en totalmagnitud på +4,67.
Eftersom ζ Cancri ligger nära ekliptikan, kan den ockulteras av månen, och mer sällsynt av planeter.
Stjärnsystemet består av två små binära system, ζ¹ Cancri och ζ² Cancri, vilka kan observeras 5,06 bågsekunder från varandra. Dessa två binärer går i bana runt det gemensamma tyngdkraftscentrumet med en period på 1100 år.
ζ Cancri kan upplösas som dubbel genom små teleskop. Dubbelnaturen upptäcktes av Tobias Mayer år 1756. 1781 upptäckte William Herschel att ζ¹ Cancri hade en tredje komponent. Så tidigt som 1831 noterade John Herschel avvikelser i ζ² Cancris bana runt ζ¹ Cancri, vilket 1871 föranledde Otto Wilhelm von Struve att föreslå en fjärde osedd komponent i tät bana runt den synliga medlemmen av ζ² Cancri. Nyliga observationer har upplöst denna fjärde komponent och givit vid handen att det finns ytterligare två oupplösta komponenter.
ζ¹ Cancris komponenter betecknas ζ Cancri A och ζ Cancri B. De är bägge gulvita huvudseriestjärnor av spektraltyp F. Den skenbara magnituden för dem är +5,58 respektive +5,99. Bägge var vid 2008 separerade med en bågsekunds avstånd, vilket kräver ett stort teleskop för att upplösa dem, men avståndet kommer att öka fram till 2020. De fullgör ett omlopp vart 59,6:e år.
ζ² Cancris komponenter betecknas ζ Cancri C och ζ Cancri D. ζ Cancri C är den ljusare i paret, med skenbar magnitud på +6,12. Den verkar vara av spektraltyp G, vilket konventionellt kallas "gul"; man har uppmätt G5V, men modernare värden anger tidigare typ, kanske G0V. Den tionde magnitudens ζ Cancri D har färg som en röd dvärg, och kan i själva verket vara ett tätt par av två röda dvärgar. Separationen mellan C och D är ungefär 0,3 bågsekunder, och omloppstid 17 år.

## Identifikation
En avsevärd förvirring har uppstått vad gäller katalogidentiteten för de tre ljusaste stjärnorna. Korrekt överensstämmelse utarbetades av Griffin:
| Komponent  | HR   | HD    | SAO   | HIP   |
| ---------- | ---- | ----- | ----- | ----- |
| ζ Cancri A | 3208 | 68257 | 97645 | 40167 |
| ζ Cancri B | 3209 | 68256 | 97645 | 40167 |
| ζ Cancri C | 3210 | 68255 | 97646 | 40167 |